# Последният замък
„Последният замък“ (на английски: The Last Castle) е филм на режисьора Род Лъри.

## Сюжет
Ръководителят на много успешни бойни операции, генерал Юджин Ъруин /Робърт Редфорд/, за неподчинение на заповед е изпратен в строго охраняван затвор за военни престъпници, под попечителството на властния и садистичен полковник Уинтър /Джеймс Гандолфини/. Знаменитият със своите подвизи генерал внушава уважение сред затворниците, като дори начальникът на затвора почти се прекланя пред него и има желание да го направи едва ли не своя дясна ръка. Но виждайки царящите затворнически порядки, насилието и несправедливостта, Ъруин решава да се противопостави на полковник Уинтър и започва подготовката на истински бунт с цел да овладее командването на затвора.

## Актьорски състав
- Робърт Редфорд
- Джеймс Гандолфини
- Марк Ръфало
- Стив Бъртън
- Делрой Линдо